# Анастасий (Грибановский)
Митрополи́т Анаста́сий (в миру Алекса́ндр Алексе́евич Гриба́новский; 6 [18] августа 1873, Братки, Борисоглебский уезд, Тамбовская губерния — 22 мая 1965, Манхэттен, Нью-Йорк) — епископ Русской православной церкви заграницей (РПЦЗ), митрополит Восточноамериканский и Нью-Йоркский; второй, после митрополита Антония, председатель Архиерейского синода РПЦЗ.

## Биография

### В России

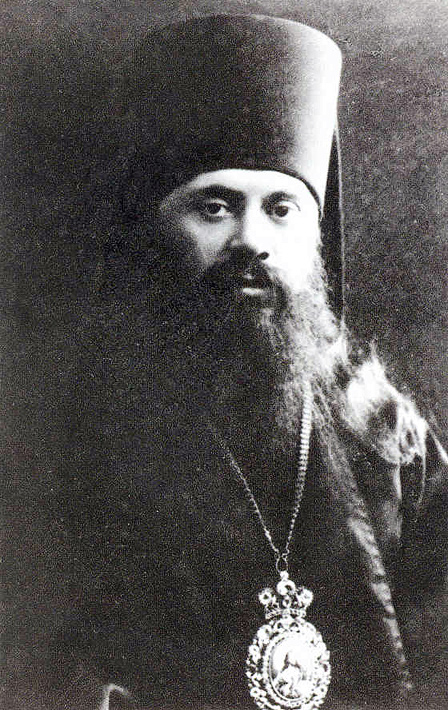
епископ Серпуховский Анастасий

Родился 6 (18) августа 1873 года в селе Братки Борисоглебского уезда Тамбовской губернии, где его дед по матери, а затем отец были священниками. Родителями Александра были священник Алексий Грибановский и его супруга Анна. О детских годах митрополита Анастасия известно очень мало: он избегал говорить и писать о себе.
Окончил Тамбовское духовное училище и Тамбовскую духовную семинарию (1893), откуда на казённый счёт был послан в Московскую духовную академию (МДА), которую окончил в 1897 году со степенью кандидата богословия. С 1898 года помощник инспектора МДА.
20 апреля 1898 года в Казанском мужском монастыре города Тамбова епископом Тамбовским Александром (Богдановым) был пострижен в монашество с именем Анастасий в честь преподобного Анастасия Синаита. 23 апреля того же года епископ Александр рукоположил монаха Анастасия в сан иеродиакона, а вскоре и во иеромонаха.
С 1900 года инспектор Вифанской духовной семинарии; с июля 1901 года ректор Московской духовной семинарии в сане архимандрита.
29 июня 1906 года в московском Успенском соборе был хиротонисан во епископа Серпуховского, четвёртого (с 1910 года третьего) викария Московской епархии, с местопребыванием в Даниловом монастыре.
Товарищ председателя Московского отдела Императорского православного палестинского общества (1907).
Принимал участие в подготовке к Романовским торжествам, возглавляя в Москве церковную юбилейную комиссию, принимал участие в юбилейных торжествах в Москве в мае 1913 года в высочайшем присутствии.
14 мая 1914 года переведён на самостоятельную Холмскую и Люблинскую кафедру. Через полтора месяца после его прибытия в Холм началась Первая мировая война, и значительную часть своего времени он стал посвящать выездам на фронт, где совершал молебны и панихиды на позициях, отдал свой дом под лазарет для раненых. Его деятельность было отмечена орденом Святого Владимира 2-й степени и орденом Святого Александра Невского с мечами.
После эвакуации в Москву, 10 декабря 1915 года был назначен на Кишинёвскую и Хотинскую кафедру; 6 мая 1916 года возведён в сан архиепископа и 22 мая по его ходатайству в Бессарабию были приглашены монашествующие русских монастырей центральной Россию с целью повысить культурный уровень бессарабских монахов. Здесь он вновь оказался в непосредственной близости от театра военных действий и вновь часто посещал воинские части.
В 1917—1918 годах член Всероссийского Поместного собора, участвовал во всех трёх сессиях, председатель религиозно-просветительного совещания при Соборном совете, возглавлял комиссию по устройству торжества избрания и настолования (интронизации) патриарха, член Судной комиссии при совещании епископов, председатель XVI, заместитель председателя VI и член II, IV, VII отделов. Избран членом Священного синода и Высшего церковного совета.
В марте 1918 года был награждён правом ношения бриллиантового креста на клобуке.
В октябре 1918 года по указанию патриарха Тихона выехал из Москвы в Одессу в надежде восстановить прерванную ввиду оккупации губернии румынскими войсками связь с Бессарабией, которая в церковном отношении была включена в состав Румынской церкви. Отказался от предложения румынского Синода войти в его состав; в 1919 году уехал в Константинополь и пребывал там в Галате, в подворье русского Пантелеимонова монастыря. Продолжал использовать свой прежний титул.

### В эмиграции
15 октября 1920 года Временным Высшим Церковным Управлением Юго-Востока России был назначен на правах епархиального архиерея управляющим русскими приходами Константинопольского округа; в конце ноября ему, вместе с епископом Вениамином (Федченковым), также было поручено обсудить с местоблюстителем Константинопольского Патриаршего Престола митрополитом Прусским Дорофеем (Маммелисом) будущий церковно-правовой статус русской эмиграции на территории Константинопольского Патриархата. 22 ноября 1920 года был включён в состав ВВЦУ, заседания которого проходили в Константинополе, и избран заместителем митрополита Антония (Храповицкого). 2 декабря 1920 года грамотой Местоблюстителя Вселенского престола, в числе прочих российских архиереев, получил разрешение образовать временную церковную комиссию («эпитропию») под высшим управлением Вселенской Патриархии для надзора и руководства церковной жизнью русских колоний. Комиссией, получившей название Временного высшего церковного управления заграницей (ВВЦУЗ), 13 апреля 1921 года был направлен в Иерусалим для наблюдения за Русской духовной миссией. 24 апреля 1922 года был избран председателем Русского комитета в Турции, объединявшего до 35 организаций беженцев.
С 21 ноября по 2 декабря 1921 года в Сремских Карловцах (Сербия), как один из заместителей председателя, участвовал в «Общем собрании представителей Русской заграничной Церкви», впоследствии переименовавшего себя в Русский Всезаграничный церковный Собор; возглавлял Отдел духовного возрождения России, 30 ноября выступил с докладом по вопросу о восстановлении монархии в России. После прений, Собор принял обращение с призывом молиться о восстановлении в России монархии и царствующего дома Романовых. В числе ряда других членов Собора сделал письменное заявление, оценившее постановку вопроса о монархии, с упоминанием при том и династии, как «не подлежащую обсуждению церковным Собором ввиду её политического характера».
С 13 сентября 1922 года вошёл в созданный Архиерейским Собором в Сремских Карловцах временный Архиерейский Синод (вне юрисдикции Московского Патриархата), который стал правопреемником ВВЦУЗ.
В мае—июне 1923 года принял участие в проходившем в Константинополе Всеправославном совещании, где выступил в качестве руководителя оппозиции предложенным Патриархом Мелетием реформам. Конфликт резко ухудшил отношения русских общин с Патриархатом: по окончании Всеправославного совещания Анастасию было указано, что он в будущем должен поминать за богослужением только Вселенского Патриарха. Требование которое оказалось неприемлемым для архиепископа и выполнено не было.
В 1924 году был вынужден покинуть Константинополь вследствие наложенного в мае того года Вселенской Патриархией запрещения. Отбыл через Францию в Болгарию, где в сентябре принял участие в новом освящении Александро-Невского собора в Софии, что стало первым случаем сослужения российского архиерея с находящимся под схизмой (с 1872 года) болгарским духовенством.
С конца 1924 до 1935 года находился преимущественно в Иерусалиме (Подмандатная Палестина), будучи наблюдающим над делами Русской Духовной Миссии в Иерусалиме.
Указом Заместителя Патриаршего Местоблюстителя митрополита Московского Сергия (Страгородского), от 22 июня 1934 года, в числе прочих «карловацких епископов» был запрещён в священнослужении; указ был отвергнут 10 сентября того же года особым постановлением Архиерейского Собора в Сремских Карловцах.
В ноябре 1935 года стал во главе автономного Балканского округа, в связи с чем Патриархом Сербским Варнавой был возведён в сан митрополита.
31 октября — 18 ноября 1935 года, как представитель РПЦЗ, принимал участие в совещании, проходившем под председательством Патриарха Варнавы, с представителями других церковно-эмигрантских структур: митрополитами Евлогием (Георгиевским) и Феофилом (Пашковским) и епископом Димитрием (Вознесенским) (представитель Дальневосточного округа); совещание выработало Временное Положение об управлении Русской Церковью Заграницей.
Отрицательно относился к «русскому фашизму». 28 июля 1936 года на свято-Владимировском Торжестве в Белграде сказал: «Фашизм — такой тип государственного устройства, какой никак не может быть нашим идеалом. Он основан на началах принуждения, простирающихся на самую идеологию человека. Но вне свободы — нет нравственного подвига и нет нравственной ответственности. Без последних же мы не мыслим русского православного государства».

### Первоиерарх РПЦЗ
10 августа 1936 года, по смерти митрополита Антония (Храповицкого) как старейший по хиротонии архиерей РПЦЗ и первый заместитель почившего был избран первоиерархом РПЦЗ, председателем Архиерейских собора и Синода.
12 июня 1938 года обратился к главе германского правительства Адольфу Гитлеру с благодарственным письмом по поводу закона об имуществе РПЦЗ в Германии и выделения денег на сооружение собора в Берлине, которое, в частности, гласило: «Лучшие люди всех народов, желающие мира и справедливости, видят в вас вождя в мировой борьбе за мир и правду». По воспоминаниям епископа Василия (Родзянко), «духовенство в Югославии на письмо Владыки Анастасия не обратило внимания. Поняли, что это было нужно».
В августе 1938 года под его председательством в Сремских Карловцах прошёл Второй всезарубежный собор, который, среди прочего, осудил переход управляющего Западноевропейскими русскими приходами митрополита Евлогия (Георгиевского) в юрисдикцию патриарха Константинопольского, а также гонения на Церковь в СССР.
По мере успехов Германии в ходе Второй мировой войны первоиерарх РПЦЗ митрополит Анастасий начал рассматривать возможность переноса церковного центра в Швейцарию. Рейхсминистерство религиозных культов поддержало Германскую епархию Русской зарубежной церкви (РПЦЗ), находившейся в оппозиции к Московскому патриархату, и предоставило ей государственный статус «корпорации публичного права», имевшийся только у лютеран и католиков. В 1938 году нацисты финансировали строительство в Берлине нового кафедрального собора Воскресения Христова РПЦЗ на Гогенцоллерндамм, а также капитальный ремонт 19 православных храмов. При этом храмы другой русской православной юрисдикции — Западноевропейского экзархата русских приходов — были конфискованы и переданы РПЦЗ. После занятия в апреле 1941 года Белграда германскими войсками последовали репрессии против руководства Сербской православной церкви; 25 апреля патриарх Гавриил был арестован. Отношение военной администрации в Югославии к Архиерейскому синоду было более благожелательным.
Вместе с тем война привела к дезорганизации церковного управления. По воспоминаниям Георгия Граббе, «переписка с какими-либо странами оказалась невозможной. Мы сделались совершенно изолированными. Те сношения, которые перед тем были с Америкой и Дальним Востоком, тоже оказались совершенно невозможными. Незадолго до этого мы получали деньги из Америки, совершенно регулярно переписывались с Харбином, а теперь даже и в Германию почта не шла. Произошла полная и совершенная изоляция».
Согласно исследованию Михаила Шкаровского, 22 июня 1941 года в покоях первоиерарха РПЦЗ митрополита Анастасия был произведён обыск сотрудниками гестапо, в котором он слыл англофилом. Были произведены обыски в канцелярии Архиерейского синода и на квартире правителя дел синодальной канцелярии Григория Граббе. Митрополит Анастасий воздержался от издания какого-либо послания в связи с началом войны на территории СССР, хотя некоторая часть русских эмигрантов приветствовала начало войны между Германией и СССР, связывая с ним скорый крах большевистского режима в России. Отдельные иерархи, как то митрополит Западно-Европейский Серафим (Лукьянов) в послании от 22 июня 1941 года, а также архиепископ (впоследствии митрополит) Берлинский и Германский Серафим (Ляде), бывший этническим немцем, и некоторые другие клирики РПЦЗ поддержали «освободительный поход» вермахта против СССР, полагая коммунистический режим гораздо бо́льшим злом для России.
Основной целью Синода в сношениях с германскими ведомствами было церковное возрождение на занятой вермахтом территории СССР. Но направленная в Рейхсминистерство церковных дел Анастасием 26 июня 1941 года просьба о разрешении ему на проезд в Берлин для обсуждения вопроса об организации на «восточных территориях» церковной власти была отклонена вследствие неприятия таких предложений другими ведомствами Третьего рейха.
В сентябре 1941 года дал благословение на образование в Сербии Русского корпуса, соединения русских офицеров и других чинов, — для, как предполагалось первоначально, военных действий против СССР (был оставлен в бывшей Югославии для защиты от местных коммунистических партизан).
1 октября 1941 года митрополит Анастасий отправил в Берлин мнение Архиерейского синода о положении церковных дел в России, которое предусматривало «возобновление церковной жизни в освобожденных от коммунистической власти областях» и «воссоздание законной всероссийской церковной власти»; предлагалось предоставить Синоду возможность командировать епископов в Россию, а также в перспективе созыв «в Москве в возможно ближайшее время по освобождении ея» Собора «из всех наличных епископов Русской Церкви, не скомпрометированных сотрудничеством с митрополитом Сергием и особенно участием в его Синоде, во главе со старейшим из них и составить временное высшее церковное управление, которое впоследствии созвало бы и Всероссийский Собор для восстановления Патриаршества и суждения о дальнейшем устройстве Русской Церкви».
Однако, несмотря на проводимую руководством Германии политику религиозного и юрисдикционного плюрализма на занятых территориях СССР, отношение к РПЦЗ было недоверчивым, и её деятельность на территории СССР имела крайне ограниченный характер; сам митрополит Анастасий находился под фактическим домашним арестом. Тем не менее, митрополит Анастасий отправлял на оккупированные территории СССР, как через берлинского иерарха Серафима, так и напрямую, собранные в Сербии антиминсы, нательные крестики, богослужебные книги.
После начала войны Германии с СССР воздерживался от заявлений в поддержку Германии; но в своём пасхальном послании за 1942 год писал: «Настал день, ожидаемый им [русским народом], и он ныне подлинно как бы воскресает из мёртвых там, где мужественный германский меч успел рассечь его оковы. И древний Киев, и многострадальный Смоленск, и Псков светло торжествуют своё избавление как бы из самого ада преисподнего».
14 сентября 1943 года, через два дня после интронизации патриарха Сергия (Страгородского), митрополит Анастасий сделал заявление о непризнании выборов патриарха. Заявление было положительно оценено в МИД Германии, и ходатайство Архиерейского синода, в котором к тому времени оставалось всего два епископа (сам Анастасий и Серафим (Ляде)), о встрече епископов для решения кадровых вопросов было удовлетворено: было позволено провести в Вене целую архиерейскую конференцию. «Архиерейское совещание иерархов Православной Русской Церкви Заграницей», в котором участвовали 14 человек (включая двух представителей Белорусской церкви), состоялась в Вене 21—26 октября 1943 года. Совещание приняло резолюцию о непризнании избрания «Патриарха Всероссийского в Москве» ввиду его неканоничности и призвало на борьбу с коммунизмом «всех верующих Православной Русской Церкви на Родине и в рассеянии сущих»; третий принятый Совещанием документ — «Резолюция по вопросу о том, чем Церковь может содействовать борьбе с большевистским безбожием» — фактически содержал критику германской политики в отношении Русской церкви и включал требования, направленные на предоставление ей большей свободы, в том числе и на оккупированных территориях.
В сентябре 1944 года вместе с прочими архиереями и канцелярией Синода РПЦЗ переехал в Карлсбад, затем в Мюнхен.
В Германии митрополит Анастасий имел несколько встреч с генералом Андреем Власовым, благословил создание Русской освободительной армии (РОА). 18 ноября 1944 года он присутствовал в Берлине на торжественном собрании, провозгласившем учреждение Комитета освобождения народов России (КОНР), а 19 ноября произнёс в берлинском соборе речь, посвящённую учреждению комитета, и отслужил молебен о победе вооружённых сил КОНР. В связи с приближением советских войск митрополит Анастасий и сотрудники Синода при содействии генерала Власова выехали в Баварию.
10 августа 1945 года патриарх Алексий I обратился к архипастырям и клиру «так называемой карловацкой ориентации» с призывом к покаянию в учинённом разделении: «Над теми, кто останется и на этот раз глухим к нашему отеческому призыву, будет подтверждено вышеупомянутое решение Священного Синода Русской Православной Церкви 1934 года». В октябре того же года митрополит Анастасий ответил посланием, в котором назвал положение Церкви в СССР несвободным, «льготы», предоставленные ей — «слишком незначительными», неискренними и непрочными, констатировал, что в обмен на «долю свободы» Церковь в СССР должна была поступиться «своей внутренней независимостью». Своё послание он завершил словами: «Вполне правомочным судией между Зарубежными епископами и нынешним главою Русской Церкви мог быть только свободно и законно созванный и вполне независимый в своих решениях Всероссийский церковный Собор с участием по возможности всех заграничных и особенно заточенных ныне в России епископов».
В начале 1946 года выезжал в Женеву, где пополнил епископат РПЦЗ, хиротонисав в сослужении с епископом Иеронимом (Черновым) двух архимандритов, Нафанаила (Львова) и Серафима (Иванова).
На Архиерейском соборе в мае 1946 года в Мюнхене в РПЦЗ влились 12 русских архиереев, служивших в годы войны на оккупированной Германией территории СССР, и был воссоздан Архиерейский синод РПЦЗ.
С конца 1940-х годов наибольшим влиянием в его окружении пользовались бежавший из СССР протопресвитер Михаил Польский и Юрий Павлович Граббе (впоследствии епископ Григорий), исповедовавшие крайние взгляды в отношении Московской патриархии и её иерархов.
В сентябре 1950 года митрополит Анастасий предпринял поездку в Западно-Европейскую епархию, где хиротонисал в Женеве 24 сентября архимандрита Леонтия (Бартошевича) во епископа для Женевского викариатства и освятил 1 октября в Брюсселе новопостроенный храм-памятник царю-мученику Николаю II и все русским людям, в смуте убиенным. Вернувшись из Брюсселя в Германию, митрополит Анастасий 8 октября 1950 года освятил во Франкфурте-на-Майне новый храм во имя Воскресения Христова..
24 ноября 1950 года переехал из Мюнхена в Нью-Йорк (США) и был торжественно встречен в Вознесенском кафедральном соборе. 25 ноября отбыл в Троицкий монастырь в Джорданвилле (штат Нью-Йорк), где совершил освящение новопостроенного каменного храма в честь Святой Троицы, после чего состоялся Архиерейский собор, в котором приняли участие 11 иерархов РПЦЗ. Здесь же впервые в истории РПЦЗ им был совершён чин мироварения и освящения мира, которое прежде РПЦЗ получала от Сербской церкви. Сразу по переезду в США предпринимал попытки воссоединить с Архиерейским синодом Северо-Американскую митрополию, во главе которой в июне 1950 года стал митрополит Леонтий (Туркевич), но безуспешно.
29 апреля 1960 года Архиерейский синод вынес решение присвоить митрополиту Анастасию титул митрополита «Восточно-Американского и Нью-Йоркского, Первоиерарха Русской Православной Церкви Заграницей». В апреле 1960 года Архиерейский синод назначил архиепископа Никона (Рклицкого) первым викарием Восточно-Американской епархии с титулом «Вашингтонско-Флоридский». Архиепископ Никон фактически становился управляющим Восточно-Американской епархией, в то время как престарелый митрополит Анастасий осуществлял общее руководство.
По оценке иеромонаха Евфимия (Логвинова), митрополит Анастасий признавал по икономии канонически законными те действия РПЦЗ, без которых невозможна была бы вообще церковная жизнь, но он проявлял крайнюю осторожность, когда вставал вопрос о совершении деяний, которые не были жизненно необходимы в данный момент, хотя и вполне желательны. Возражал против канонизации Иоанна Кронштадтского, ссылаясь на невозможность получения согласия всей церкви.
7 февраля 1964 года митрополит объявил о своем желании уйти на покой ввиду преклонного возраста и состояния здоровья. Решение митрополита Анастасия об уходе на покой было во многом связано с его стремлением проконтролировать избрание своего преемника и с помощью своего авторитета не допустить потрясений, конфликтов и возможного разделения в тот момент, когда в РПЦЗ назрел острый конфликт между сторонниками Иоанна (Максимовича) и Никона (Рклицкого). 12 февраля Архиерейский синод по докладу архиепископа Иоанна принял решение о созыве Собора для избрания первоиерарха 17 мая в Неделю Жён-Мироносиц.
Чтобы выйти из сложной ситуации, первоиерарх посоветовал архиереям избрать «нейтрального» архиерея, не относящегося ни к одной из церковных партий и желательно молодого. Наиболее подходящей кандидатурой стал самый младший по хиротонии архиерей — епископ Брисбенский Филарет (Вознесенский), которого предложил архиепископ Иоанн. Во избежание раскола архиепископ заявил, что снимет свою кандидатуру, если за епископа Филарета проголосует большинство. Так же поступили архиепископы Никон и Аверкий. Выход показался вполне приемлемым — епископ Филарет был избран подавляющим большинством голосов. Против высказался по телеграфу лишь епископ Агапит (Крыжановский). По окончании голосования митрополиту Анастасию было предложено либо утвердить избрание епископа Филарета, либо остаться на посту. Митрополит отклонил второе предложение и согласился с решением Собора об избрании нового первоиерарха. При уходе на покой митрополит Анастасий по единодушному решению членов Собора получил титул Блаженнейшего с правом ношения двух панагий и преднесения креста, от чего прежде отказывался.

### На покое
После ухода на покой митрополит Анастасий стал быстро слабеть. Нередко как самому архипастырю, так и его окружению казалось, что наступает последняя минута его жизни. В пасхальном богослужении 1965 году митрополит принять участие уже не смог, хотя до середины мая ещё вёл прием посетителей.
16 мая митрополит Анастасий почувствовал недомогание, на следующий день его состояние ухудшилось. Всем архиереям была разослана телеграмма с предложением молиться за него. 19 мая митрополит Филарет, архиепископы Серафим (Иванов) и Никон (Рклицкий) вместе с духовенством Синодального Знаменского собора совершили над митрополитом Анастасием таинство соборования. В течение последующих дней болящий всё больше слабел, нередко осенял себя крестным знамением и уже почти не отвечал на вопросы. Больной ежедневно причащался, последний раз — в день своей кончины, утром 22 мая.
Вечером 22 мая 1965 года в своих покоях в новом, подаренном Синоду благотворителем Сергеем Семененко, доме на 75 East 93rd Street на углу Park Avenue, где незадолго до его смерти был устроен и синодальный собор в честь иконы Божией Матери «Знамение». 24 мая заупокойную литургию и чин отпевания в синодальном соборе возглавил митрополит Филарет (Вознесенский); разрешительную молитву прочёл его духовник архиепископ Аверкий (Таушев). На отпевании присутствовали представители Константинопольской и Сербской Церквей, а также старостильный греческий епископ. В соответствии с завещанием митрополита Анастасия у гроба не было ни цветов, ни речей. Исключением стала только проповедь митрополита Филарета, сказанная по окончании литургии.
После отпевания тело почившего и большинство участников отпевания отправились в Свято-Троицкий монастырь, где место упокоения митрополита Анастасия было приготовлено давно под алтарём, рядом с гробницей архиепископа Западно-Американского и Сан-Францисского Тихона (Троицкого) († 1963). Согласно завещанию, был погребён в Троицком монастыре в Джорданвилле, под алтарём.

## «Завещание митрополита Анастасия»
Документ, известный как «Завещание митрополита Анастасия», который был написан незадолго до его кончины, гласил: «Завещаю непоколебимо стоять на камне Святого и спасительного Православия, свято хранить апостольское предание, блюсти братское единение, мир и любовь между собою и оказывать тому, кому Бог укажет быть после меня, вести корабль Зарубежной Церкви, оказывать такое доверие и творить такое же послушание взаимной любви, какое они всегда оказывали моему смирению. Краеугольным камнем для всех их взаимных отношений да послужит 34 апостольское правило, где так глубоко и ясно выражен дух соборного управления в Церкви. Что касается Московской Патриархии и её иерархов, то поскольку они находятся в тесном, деятельном и доброжелательном союзе с советской властью, открыто исповедующей своё полное безбожие и стремящейся насадить атеизм во всем русском народе, то с ними Зарубежная Церковь, храня свою чистоту, не должна иметь никакого канонического, молитвенного и даже простого бытового общения, предоставляя в то же время каждого из них окончательному суду Собора будущей свободной Русской церкви».

## Память
28 сентября 2009 года официальная делегация Русской Православной Церкви Заграницей во главе с митрополитом Восточно-Американским и Нью-Йоркским Иларионом, в сопровождении митрополита Воронежского и Борисоглебского Сергия, посетила село Братки — малую родину митрополита Анастасия. Во Введенской церкви села была отслужена панихида по владыке и его родителям. Рядом с храмом в память о митрополите Анастасии была установлена мемориальная табличка, которую освятил митрополит Воронежский Сергий (Фомин).

## Сочинения
- О промысле Божием (против деистов), 1897 (кандидатское сочинение).
- Письмо к В. Н. Львову // РГИА. Ф. 797. Оп. 86. От. 3. Ст. 4. Д. 64. Л. 69-70.
- Речь [при погребении профессора А. П. Смирнова] // Богословский вестник. — 1897. — № 1.
- [О кн. В. Свенцицкого «Антихрист»] // Путь жизни. — 1908. — № 3. — С. 48.
- Речь, сказанная при встрече в Холмском кафедральном соборе // Прибавления к «Церковным ведомостям». — 1914. — № 45.
- Речь при погребении воинов, убиенных в войне с Германией // Духовная беседа. — 1915. — № 4.
- Слово за божественной литургией; Послание преосвященного Анастасия, еп. Холмского и Люблинского // Прибавления к «Церковным ведомостям». — 1915. — № 43, 44.
- Слово в день нового года; Послание Преосвященного Анастасия // Прибавления к «Церковным ведомостям». — 1917. — № 1.
- Воззвание; Речь в соборе; Воззвание к пастырям и пастве; Проповедь // Кишинёвские ЕВ. — 1916. № 8; — 1917. № 8, 13—16.
- Проповедь // Бессарабец. 1917. 6 марта.
- Архипастырский призыв к взаимному примирению // Известия по Казанской епархии. — 1917. — № 36/37.
- Православным русским людям, пребывающим в пределах Царьграда и его окрестностях. — Константинополь, 1922.
- Плач русского народа. — Новый Сад, 1924.
- Светлой памяти Великой Княгини Елизаветы Федоровны. — Иерусалим, 1925 (Тип. Греч. православ. монастыря). — 24 с., [3] с., [4] л. ил., портр.; 22 см.
- Слово в седьмую годовщину мученической кончины государя императора Николая II и всей царской семьи // Церковные ведомости. 1925. — № 21/22.
- Письмо к канонику И. А. Дугласу // Церковные ведомости. — 1926. — № 19/20.
- Духовные прозрения А. Пушкина в драме «Борис Годунов» // Вестник Русского студенческого христианского движения. 1926. — № 12.
- Похвальное слово новым священномученикам Русской Церкви. — Ср. Карловцы, 1926.
- Беседы с собственным сердцем: (размышления и заметки). — Белград : [б. и.], 1935. — 170 с.
  - Беседы с собственным сердцем. — Санкт-Петербург: Библиополис, 2007. — 508 с. — ISBN 978-5-74350262-2.
- Послание Русского Заграничного Церковного Собора русскому народу, в отечестве страждущему. — Белград, 1938.
- Мысли о пастырстве : Из пастырского дневника. — Иерусалим, 1946. — 24 см.
- Пушкин и его отношение к религии и Православной Церкви. — Белград, 1939.
  - Пушкин в его отношении к религии и Православной Церкви. — Мюнхен: Обитель преп. Иова Почаевского, 1999. — 94 с.
- Сборник избранных сочинений Высокопреосвященного Митрополита Анастасия. С портретом и жизнеописанием автора. Ко дню 50-летия Священнослужения. Юбилейное издание. — Джорданвилль: Свято-Троицкий монастырь. — 1948. — 398 с.
- Нравственный облик Пушкина. — Джорданвилль, 1949. — 24 с.
- Послания, слова и речи. — Джорданвилль, 1952.
- Слово митрополита Анастасия при вручении жезла новопоставленному епископу Савве 11/24 января 1954 г. в Вознесенском соборе в Нью-Йорке. — Jordanville (N.Y.): Holy Trinity monastery, 1954. — 12 с.
- Послание к русским православным людям по поводу «Обращения патриарха Алексия к архипастырям и клиру так называемой Карловацкой ориентации» / Митрополит Анастасий. — Jordanville (N.Y.): Holy Trinity monastery, 1956. — 16 с.
- Архипастырские послания, слова и речи Высокопресвященнейшего Митрополита Анастасия Первоиерарха Русской Зарубежной Церкви. Юбилейный сборник к дню 50-летия архиерейского служения 1906—1956. — Джорданвилль, 1956. — 262 с.
- Мой ответ всем, почтившим меня своими приветствиями по поводу 50-летия моего епископского служения. — Jordanville (N.Y.): Holy Trinity monastery, [1956]. — 8 с.
- Избрание и поставление Святейшаго Патриарха Тихона. Характер его личности и деятельности. // Православная Русь. — 1975. — № 6. — С. 4—11.
- Два похвальных слова новым священномученикам Русской Церкви Блаженнейшего Митрополита Анастасия. — Монреаль, 1981. — 16 с.
- Письма кн. Г. Н. Трубецкому // Вестник русского христианского движения. — 1987. — № 151.
- A Defence of Monasticism. — Jordanville, 1989.
- Пасхальное послание 1940 года // Православная Русь. — 1997. — № 7.
- Письма Г. П. Федотову // Вестник русского христианского движения. — 2004. — № 187.
- Письма // Письма выдающихся церковных и светских деятелей России старцам Русского Свято-Пантелеимонова монастыря на Афоне. — Святая Гора Афон, 2015. — С. 657—680.
- Письмо митрополита Анастасия (Грибановского) архиепископу Серафиму (Ладе) // Богословский сборник № 7. — М.: ПСТБИ, 2001. — С. 264—268.
- Избрание и поставление Святейшего Патриарха Тихона: Характер его личности и деятельности: [Статья написана в 1940-1950х гг.] / Публ. Н. Ю. Бутина, Н. А. Кривошеева // Богословский сборник. — М.: ПСТГУ, 2005. — № 13. — С. 349—380.